# Джон Фрідландер
Джон Фрідландер (4 жовтня 1941 , Торонто ) — канадський математик, фахівець з теорії чисел.

## Біографія
Закінчив Торонтський університет ступінь бакалавр наук (1965), Університет Ватерлоо, і Університет штату Пенсильванія ступінь доктор філософії (1972). Викладав в МІТ з 1974-76 рр., з 1977 року викладач математичного факультету Торонтського університету. Кілька років працював в Інституті перспективних досліджень.

## Нагороди та визнання
- 1988: член Королівського товариства Канади[3]
- 1994: Запрошений доповідач Міжнародного конгресу математиків[en] у Цюриху
- 1999: Премія Джеффрі-Вільямса[en][4];
- 2002: Премія CRM-Fields-PIMS[en][5]
- 2012: член Американського математичного товариства[6]
- 2017: разом з премія Джозефа Дуба[de][7].

## Доробок
- Friedlander, John; Iwaniec, Henryk (2010). Opera de Cribro. Providence: American Mathematical Society. ISBN 978-0-8218-4970-5.